# Nils Eosander
Nils Eosander, död 1698, var en svensk fortifikationsofficer, son till kyrkoherden i Västerlösa Magnus Nicolai (Måns Nilsson) Eosander (1603-1663), far till friherre Johann Friedrich Eosander von Göthe.

## Biografi
Eosander var ingenjör först i dansk och sedan 1683 i svensk tjänst, vid Riga (1683-90) och Narva (sedan 1690), där han 1696 blev  generalkvartermästarlöjtnant. Eosander hade till stor del förtjänsten av att Narvas och Ivangorods försvarsverk var i så pass gott stånd, att de 1700 kunde motstå den ryska belägringen. Nils Israel Eosander verkade även som arkitekt i Stralsund, både för fältherren Carl Gustaf Wrangel med dennes numera försvunna stadspalats samt en rad andra byggnader i staden. I Narva kan han knytas till Poortens palats. Eosander försökte förgäves vinna anställning i Stockholm som arkitekt. Det är dock möjligt att han, mot bakgrund av att de där verksamma arkitekterna inte räckte till för de många uppdragen kan ha ritat palatsbyggnader åt adeln och andra personer.

### Familj
Eosander gifte sig första gången omkring 1670 med Gertrud Warneken.
Han gifte sig andra gången 25 februari 1686 i Riga med Christina Gutheim, dotter till superintendenten Petrus Gutheim och Ebba Wittsandt.